# Kaffersas
A kaffersas, más néven Verreaux-sas (Aquila verreauxii) a madarak (Aves) osztályának a vágómadár-alakúak (Accipitriformes) rendjébe, ezen belül a vágómadárfélék (Accipitridae) családjába tartozó faj.
Tudományos és angol nevét Édouard Verreaux természettudósról kapta.

## Előfordulása
Afrikában él, a Szaharától délre.
Néhány pár költ Jemen és Omán területén is. Lehet, hogy él néhány madár az izraeli Negev-sivatagban is.
Főleg sziklás vidékeken és hegyvidéki területeken él, egészen 5000 méteres tengerszint feletti magasságig.

## Megjelenése
Testhossza 75-90 centiméter, szárnyfesztávolsága 250 centiméter, testtömege 3-6 kilogramm közötti. Tollazata sötét, háta fehér, ami a pihenő madár hátán egy v-alakban látszik.

## Életmódja
Kedvenc eledele a szirtiborz, de madarakra és más emlősökre is vadászik.

## Szaporodása
Fészekalja 2 krémfehér tojásból áll.